# Oswald Karch
Oswald Karch, nemški dirkač Formule 1, * 6. marec 1917, Ludwigshafen, Nemčija, † 2009.
Oswald Karch je upokojeni nemški dirkač Formule 1. V svoji karieri je nastopil le na domači dirki za Veliko nagrado Nemčije v sezoni 1953, ko je z dirkalnikom Veritas lastnega privatnega moštva odstopil v desetem krogu.

## Popolni rezultati Formule 1
(legenda) (odebeljene dirke pomenijo najboljši štartni položaj, poševne pa najhitrejši krog, †-uvrščen kljub odstopu)
| Leto | Moštvo       | Šasija     | Motor      | 1   | 2   | 3   | 4   | 5   | 6  | 7       | 8   | 9   | Prv | Toč |
| ---- | ------------ | ---------- | ---------- | --- | --- | --- | --- | --- | -- | ------- | --- | --- | --- | --- |
| 1953 | Oswald Karch | Veritas RS | Veritas S6 | ARG | 500 | NIZ | BEL | FRA | VB | NEM Ret | ŠVI | ITA | -   | 0   |